# الطريق الوطني رقم 11 (الجزائر)
الطريق الوطني 11 (RN11)، هو طريق ساحلي جزائري على طول 418 كم. يربط الجزائر العاصمة إلى وهران على طول الساحل الغربي للبحر الأبيض المتوسط. وهو طريق بديل للطريق رقم 4 الداخلي.
تاريخيا، اتسم هذا الطريق الساحلي بالبطء عمومًا نظرا لوعورة التضاريس التي يقطعها. وقد تم ترقيته إلى طريق وطني رقم 11 في عام 1910. رغم عدم اكتمال عدة أجزاء إلا بعد سنوات.

## المسار
السالك للطريق من الشرق إلى الغرب سيعبر 57 بلدية موزعة على ساحل البحر الأبيض المتوسط لست ولايات جزائرية هي : ولاية الجزائر - ولاية تيبازة - ولاية الشلف - ولاية مستغانم - ولاية معسكر - ولاية وهران، بطول يبلغ 454 كم.

### ولاية الجزائر
يقطع هذا الطريق ولاية الجزائر على مسافة 76.8 كيلومترات. ويمر بـ 17 بلدية هي على التوالي (من الشرق إلى الغرب) :
- 1.الرغاية
- 2. رويبة
- 3.الدار البيضاء
- 4. باب الزوار
- 5. المحمدية
- 6. حسين داي
- 7. بلوزداد
- 8. الجزائر الوسطى
- 9. القصبة
- 10. باب الواد
- 11. بولوغين
- 12. الرايس حميدو
- 13. الحمامات
- 14. باينام
- 15. عين البنيان
- 16. الشراقة
- 17. سطاوالي
- 18. الغابات زرالدة
- 19. زرالدة